# Dendrocnide excelsa
Dendrocnide excelsa, auch Stinging Tree, Giant Stinging Tree, fibrewood oder genannt die deutschsprachige Trivialnamen Riesen-Brennnessel oder gelegentlich Australische Brennnessel, ist eine Pflanzenart aus der Gattung Dendrocnide innerhalb der Familie der Brennnesselgewächse (Urticaceae). Sie kommt hauptsächlich in den Regenwäldern der australischen Ostküste vor und ist bekannt für ihre extrem schmerzhaften Nesselhaare.

## Beschreibung

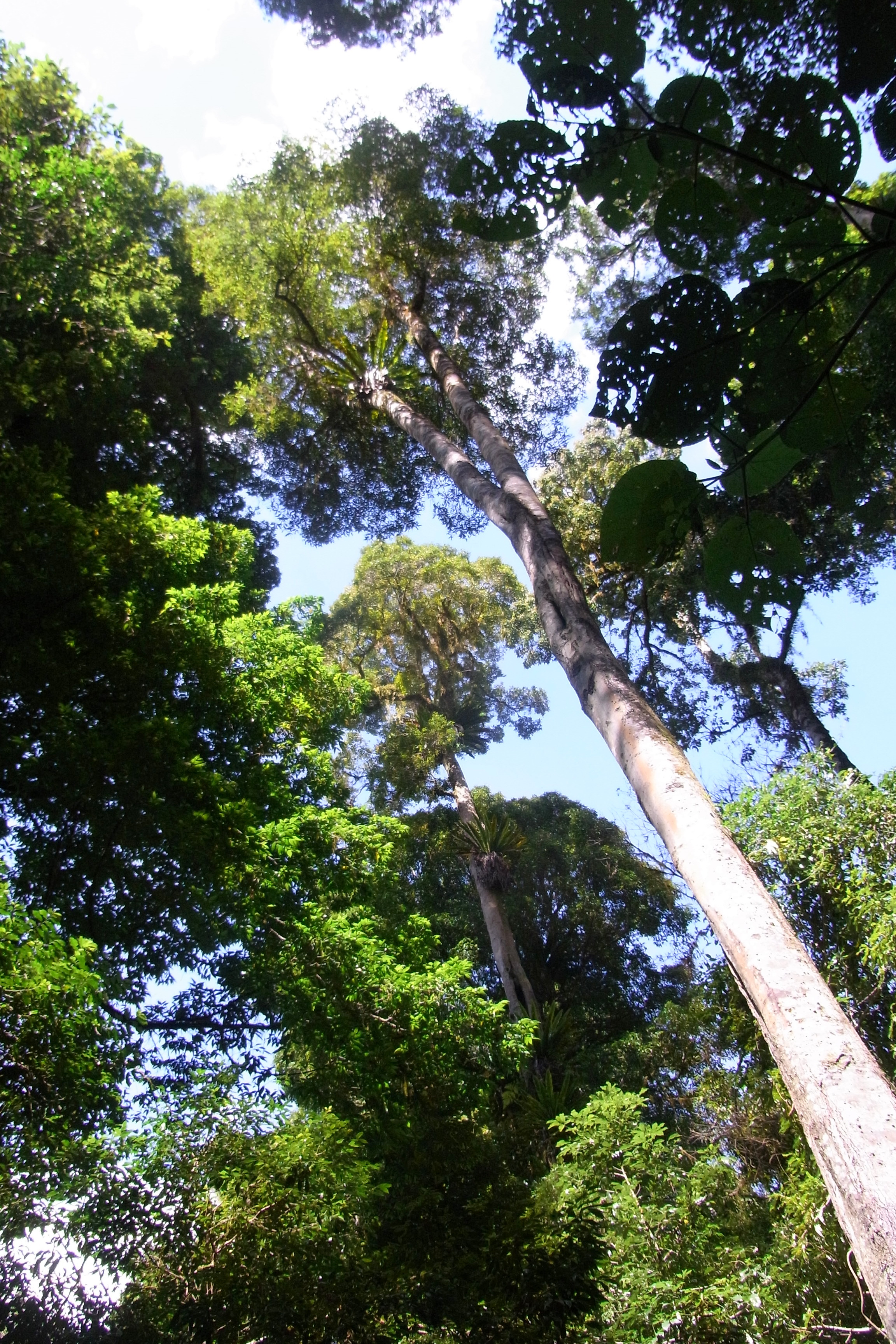
Habitus

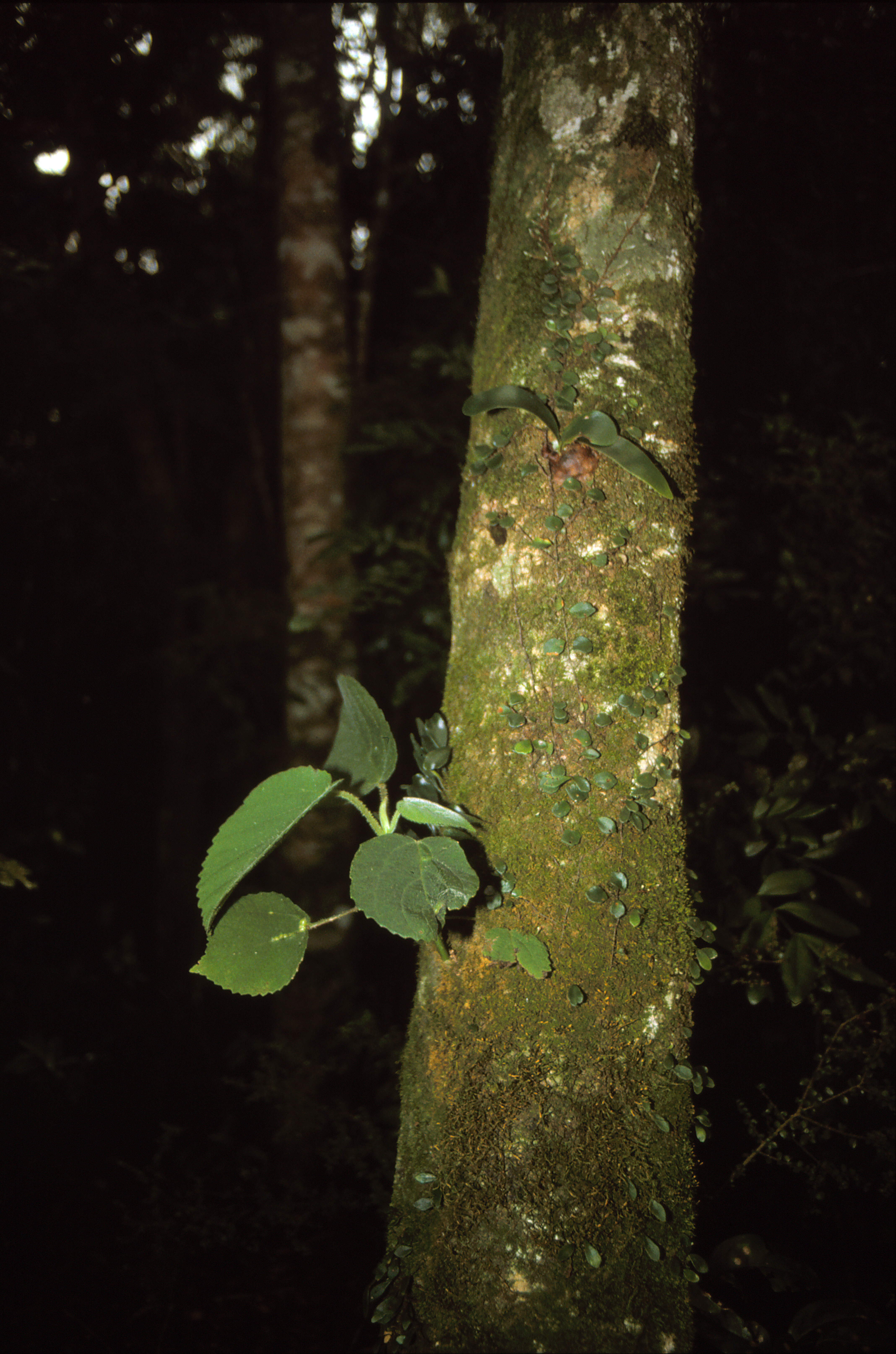
Stamm und Laubblätter

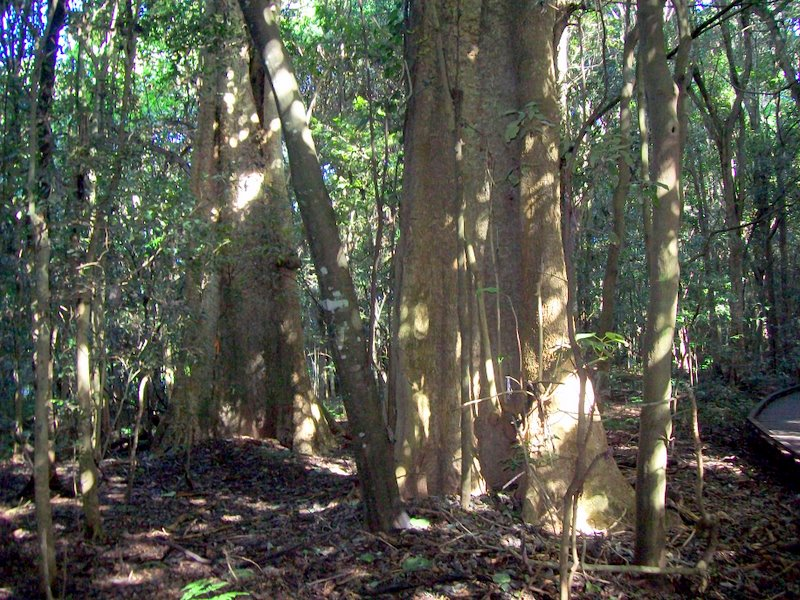
Stamm mit Brettwurzeln

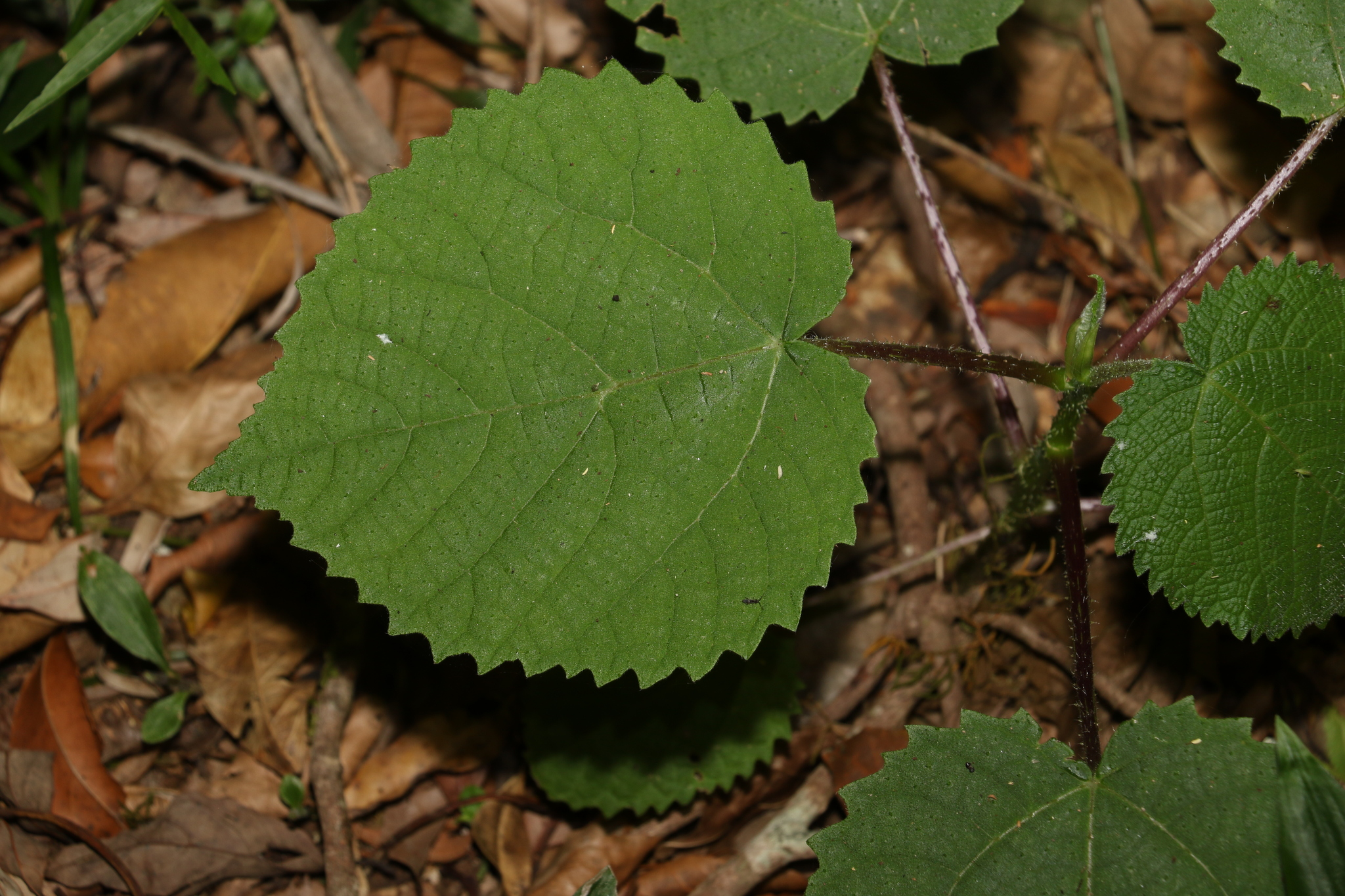
Junges Pflanzenexemplar mit Laubblättern

### Vegetative Merkmale
Bei Dendrocnide excelsa handelt es sich um einen immergrünen Baum, der Wuchshöhen von bis 35, selten bis zu 40 Metern erreicht. Das Holz ist weich. Es werden Brettwurzeln gebildet. Die Verzweigung erfolgt sympodial. Die Dendrocnide-Arten besitzen stark hautreizende, steife Brennhaare.
Laubblätter an unterschiedlich alten, auch am gleichen, Pflanzenexemplaren können sehr unterschiedlich geformt sein. Die Jugendblätter sind deutlich größer als die später erscheinenden. Die wechselständig an den Zweigen angeordneten Laubblätter sind in Blattstiel und -spreite gegliedert. Der Blattstiel ist meist 5 bis 10, selten bis zu 15 Zentimeter lang und flaumig bis zottig behaart. Die Laubblätter sind stets, besonders die größeren sehr jungen, mit Brennhaaren besetzt. Die einfache, pergamentartige Blattspreite ist fiedernervig mit sechs bis acht Blattnerven auf jeder Seite des Hauptnerv und das basale Nervenpaar ist erhaben. Die Blattspreiten sind bei meist einer Länge von 10 bis 25 Zentimetern sowie einer Breite von 5 bis, meist 10 bis 20 Zentimetern breit-eiförmig bis fast kreisförmig mit tief-herzförmiger Spreitenbasis mit zwei sich überlappenden Blattlappen und stumpf zugespitztem oberen Ende. Der Blattrand kann glatt bis bei exponierten Laubblättern regelmäßig gezähnt sein. Die Blattoberseite ist flaumig und die -unterseite zottig behaart. Laubblätter weisen oft Insektenfraß auf. Die Nebenblätter sind 1 bis 2 Zentimeter lang.

### Generative Merkmale
Dendrocnide-Arten sind zweihäusig getrenntgeschlechtig (diözisch). Die einzeln oder zu zweit, seitenständig, auf Blütenstandsschäften stehenden, bis zu 12 Zentimeter langen und bis zu 6 Zentimeter breiten, rispigen Blütenstände enthalten immer nur Blüten eines Geschlechtes. Die Blüten stehen einzeln oder zu mehreren zusammen. Falls Blütenstiele erkennbar sind, dann sind sie bis zu 1,6 Millimeter lang.
Die männlichen Blüten sind vierzählig. Die Staubfäden sind in der Blütenknospe nach innen gebogen. Es ist ein deutlicher rudimentärer, etwa 0,4 Millimeter langer Fruchtknoten in den männlichen Blüten vorhanden. Bei den weiblichen, dicht flaumig behaarten Blüten sind die vier fast gleichen Blütenhüllblätter an ihrer Basis verwachsen, wobei die beiden seitlichen Perianthzipfel etwas größer sind als die beiden anderen. Es sind keine Staminodien in den weiblichen Blüten vorhanden. In den weiblichen Blüten ist der Fruchtknoten aufrecht sowie eiförmig und die Narbe etwa 1 Millimeter lang.
Die Fruchtstiele sind bei einer Länge von bis zu 5 Millimetern zylindrisch und sehr fleischig verdickt. Die bei einer Länge von etwa 2 Millimetern sowie einer Breite von etwa 1,5 Millimetern eiförmige Achäne besitzt eine warzige Oberfläche und ist bei Reife weißlich oder rosa- bis purpurfarben. Der haltbare Griffel ist zurückgekrümmt.

## Vorkommen
Dendrocnide excelsa ist ein Endemit in den australischen Bundesstaaten von der Südküste New South Wales bis zum südöstlichen Queensland. Sie gedeiht in Regenwäldern vor allem auf Hängen und in Schluchten, oft in basaltischen Böden; oft an gestörten Standorten.
Da Dendrocnide excelsa relativ weit verbreitet ist im östlichen Australien, gilt in der Roten Liste der gefährdeten Arten der IUCN diese Art 2018 als LC = „Least Concern“ = „nicht gefährdet“.

## Taxonomie
Die Erstbeschreibung erfolgte 1922 unter dem Namen Laportea cordata Warb. ex W. Winkl. durch Otto Warburg in Wilhelm Winkler: Botanische Jahrbücher für Systematik, Pflanzengeschichte und Pflanzengeographie, Band 57, Seite 503. Die Neukombination zu Dendrocnide excelsa (Wedd.) Chew wurde 1965 durch Wee-Lek Chew in Laportea and allied genera (Urticaceae). in The Gardens' Bulletin, Singapore, Volume 21, Seite 203 veröffentlicht.

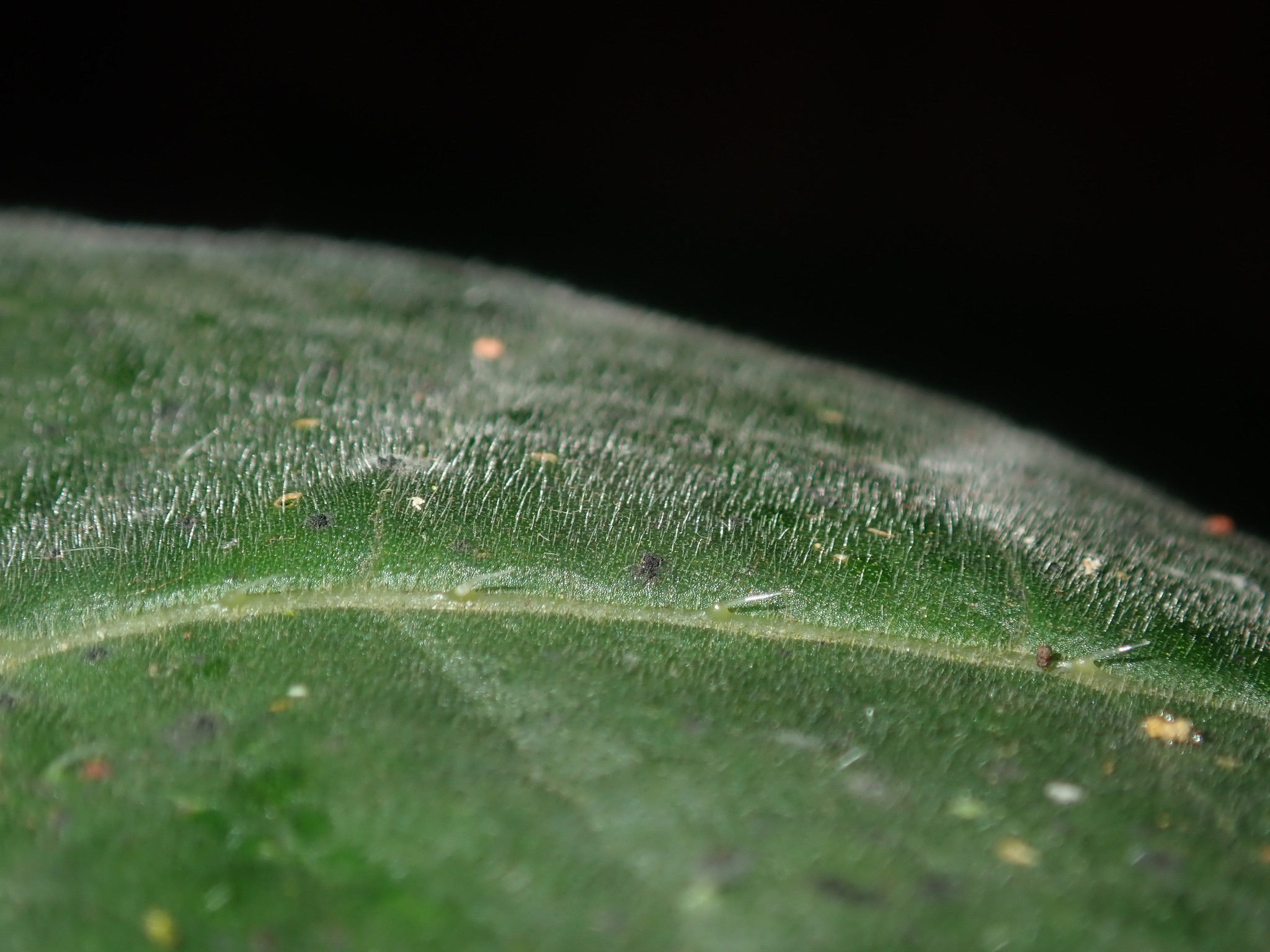
Blattoberseite mit Indument

## Nesselwirkung
Alle oberirdischen Pflanzenteile sind mit feinen, hohlen Nesselhaaren bedeckt, die bei Kontakt ein starkes Toxin injizieren.
Dendrocnide excelsa ist berüchtigt für ihre außergewöhnlich schmerzhafte Reaktion bei Berührung. Die Nesselhaare injizieren ein neurotoxisches Peptidgemisch, das zu einem brennenden, oft lähmenden Schmerz führen kann, der Wochen oder sogar Monate anhalten kann. In schweren Fällen wurden Symptome wie Atemnot, Übelkeit und Muskelkrämpfe berichtet.

### Toxin
Trotz ihrer Gefährlichkeit hat diese Pflanzenart auch wissenschaftliches Interesse geweckt, vor allem im Bereich der Schmerzforschung. Der Kontakt mit Dendrocnide excelsa wird allerdings dringend vermieden. 2020 entdeckte ein australisches Forscherteam ein neuartiges Toxin in australischen Dendrocnide-Arten, das sie Gympietid nannten – benannt nach dem Ort Gympie in Queensland, wo Dendrocnide excelsa häufig vorkommt. Es handelt sich um ein mini-proteinartiges Neurotoxin, das die Schmerzrezeptoren des Körpers direkt aktiviert und eine langanhaltende Schmerzempfindung erzeugt.

### Warnungen
In Australien gibt es zahlreiche Warnschilder in „betroffenen“ Gebieten.